# Lalynn Wadera
Lalynn Wadera (Leuven, 26 september 1984) is een Vlaams politica voor Vooruit en schepen van onderwijs, economie, diversiteit, openbaar groen en stadsgebouwen in Leuven.

## Levensloop
Wadera groeide op in Heverlee. Ze studeerde Sociaal Werk, optie maatschappelijke advisering aan de UCLL. Nadien behaalde ze een master in sociaal werk en sociaal beleid aan de KULeuven. Vervolgens ging ze aan de slag als parlementair medewerker bij voormalig Europarlementslid Saïd El Khadraoui. Later werkte ze bij vzw Leren Ondernemen, een Leuvense vereniging waar armen het woord nemen, en als verantwoordelijke studiedienst bij Cevora, het Sectorfonds voor Bedienden.

## Politieke loopbaan
Op haar 18e werd Wadera lid van de toenmalige socialistische partij SP (nu Vooruit). Ze werd voor het eerst verkozen als gemeenteraadslid in 2012. Sinds 1 januari 2019 is ze schepen in Leuven. Ze werd verkozen met 1.098 stemmen.
Als schepen werkte Wadera mee aan diverse projecten voor een inclusieve stad, waaronder het inloophuis De Nomade voor jonge anderstalige nieuwkomers.

In mei 2019 werkte Wadera mee aan de ondertekening door 72 secundaire scholen in Vlaams-Brabant en Mechelen van een samenwerkingsovereenkomst voor digitaal aanmelden. Zo willen de stad en de secundaire scholen digitaal aanmelden vlotter laten verlopen. In mei 2020 startte Wadera samen met onderwijsnetwerk SOM het platform 'Leuven Leert', waarmee gestreefd wordt naar een betere afstemming van vraag en aanbod in digitaal onderwijs. Er werden meer dan 600 laptops verdeeld aan kinderen die er thuis geen hadden, om zo de onderwijskansen van deze groep te vergroten.
Om het areaal aan groene ruimtes in de stad te vergroten, voert Wadera het beleid om kleinschalige groenvoorzieningen in Leuven aan te leggen. Een van de initiatieven betreft de zogenaamde buurtbossen, geïnspireerd op de Tiny Forests. Anno 2020 waren er vier van deze kleinschalige bossen gerealiseerd.